# Mount Nubian
Mount Nubian är ett berg i Antarktis. Det ligger i Östantarktis. Nya Zeeland gör anspråk på området. Toppen på Mount Nubian är 557 meter över havet.
Terrängen runt Mount Nubian är varierad. Trakten är obefolkad. Det finns inga samhällen i närheten.